# Kubérgania
Kubérgania (en rus: Куберганя) és un poble de la República de Sakhà, a Rússia, situat a 170 km de Bélaia Gorà, el centre administratiu del districte. Segons el Cens de 2010, la seva població era de 530 habitants.